# Scaphytopius dilatus
Scaphytopius dilatus är en insektsart som beskrevs av Delong 1944. Scaphytopius dilatus ingår i släktet Scaphytopius och familjen dvärgstritar. Inga underarter finns listade i Catalogue of Life.